# Yassin al-Haj Saleh

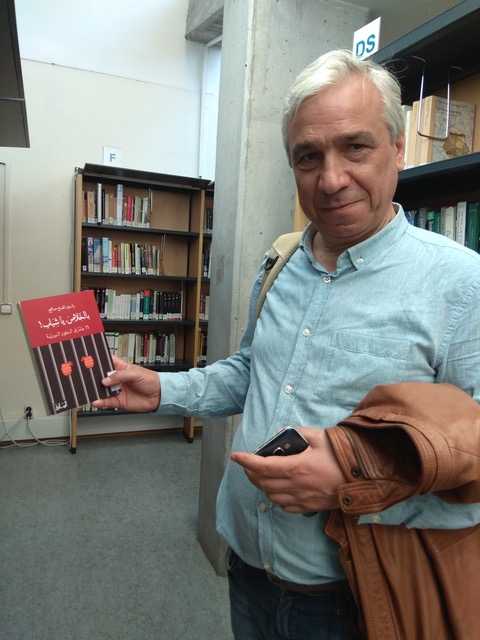
Yassin al-Haj Saleh

Yassin al-Haj Saleh (arabisch ياسين الحاج صالح, DMG Yāsīn al-Ḥāǧǧ Ṣāliḥ; * 1961 in ar-Raqqa, Syrien) ist ein syrischer Schriftsteller und Dissident. Seine Themen als Romanautor, Journalist und politischer Essayist umfassen Politik, Kultur und Soziales in Syrien und der arabischen Welt. Einige seiner auf Arabisch verfassten Werke wurden auf Englisch, Französisch und Deutsch veröffentlicht. Seine Schriften zählen zur zeitgenössischen syrischen Exilliteratur.

## Leben und Schaffen
Während seines Medizinstudiums wurde al-Haj Saleh 1980 wegen der Mitgliedschaft in einer verbotenen kommunistischen Partei festgenommen. Er war 16 Jahre inhaftiert, davon die letzten Jahre im gefürchteten Gefängnis von Tadmur nahe der antiken Oasenstadt Palmyra. Nach seiner Entlassung 1996 machte er 2000 seinen Abschluss in Medizin, praktizierte aber nie.
Er forderte demokratische Reformen und schrieb als politischer Autor mit wachsendem Bekanntheitsgrad für verschiedene arabische Zeitungen. Eine von ihnen ist al-Hayat, eine panarabische Zeitung, die in London erscheint. Seit dem Beginn des Bürgerkriegs in Syrien im Jahr 2011 erschienen seine Beiträge und Interviews unter anderem auch in der New York Times, der taz der Frankfurter Rundschau und im Spiegel online.
Al-Haj Saleh konnte Syrien lange Zeit nicht verlassen, da ihm ein Reisepass verweigert wurde. Der 2014 erschienene Film Baladna Alraheeb (Our Terrible Country) von Ali al-Atassi und Ziad Homsi schildert al-Haj Salehs Flucht aus Syrien in die Türkei, wo er nach 2013 in Istanbul lebte.
Am 9. Dezember 2013 wurde seine Ehefrau Samira Khalil zusammen mit der Menschenrechtsanwältin Razan Zaitouneh und dem Rechtsanwalt Nazem Hammad im syrischen Douma, einem Vorort von Damaskus, vermutlich von Islamisten entführt. Zwei Monate zuvor war   al-Haj Saleh in seine Heimatstadt Raqqa geflüchtet, und seit der Trennung von seiner Frau hat er den Kontakt mit ihr verloren. Acht dieser Briefe wurden auf Deutsch durch die Heinrich-Böll-Stiftung in der Übersetzung von Larissa Bender online veröffentlicht.
2021 erschienen seine Briefe an Samira auch auf Französisch. Zu Beginn der 15 Briefe, die er zwischen 2017 und 2019 schrieb, erinnert sich al-Haj Saleh an die Entführung seiner Frau und seine ergebnislosen Nachforschungen dazu. Er bekennt dabei seine „Naivität“ und „Irrtümer“, vor allem den Irrtum, die Gefahr und den Zustand der Zersplitterung der syrischen Opposition falsch eingeschätzt zu haben. Dieser Vorwurf an sich selbst verfolgt ihn, „denn die mangelnde Vorsicht hatte ihn veranlasst, Duma bei Aleppo zu verlassen und nach Rakka zu reisen und Samira bei Razan Zaitouneh zu lassen, die durch ihre Arbeit und ihr freies Auftreten so exponiert war.“
2017 erhielt al-Haj Saleh den Tucholsky-Preis der schwedischen P.E.N.-Sektion. Von 2017 bis 2019 nahm er als Fellow am Wissenschaftskolleg zu Berlin teil, gefolgt von einem EUME-Fellowship der Gerda Henkel Stiftung im Forum Transregionale Studien. Sein Essay Freiheit: Heimat, Gefängnis, Exil und die Welt, herausgegeben von Georges Khalil, erschien 2020 mit einem Porträt von Wolf Lepenies in der Übersetzung von Günther Orth.
A-Haj Saleh lebt seit 2017 in Berlin, wo er 2021 auch ein Stipendium des deutschen P.E.N. Zentrums als Writer-in-Exile innehatte.

## Veröffentlichungen und Schriften
- Die syrische Sache und der Antiimperialismus. Im Labyrinth. 2019, 3, S. 23–39, Bodenburg: Edition AV, 2019
- Yassin Al-Haj Saleh, Georges Khalil (Hrsg.). Freiheit: Heimat, Gefängnis, Exil und die Welt. Matthes & Seitz, Berlin 2020, ISBN 978-3-95757-880-8.
- Darstellung des Schrecklichen. Versuch über das zerstörte Syrien, übersetzt von Günther Orth, Matthes & Seitz, Berlin 2023, ISBN 978-3-7518-2004-2.